# Dilar vietnamensis
Dilar vietnamensis là một loài côn trùng trong họ Dilaridae thuộc bộ Neuroptera. Loài này được Zakharenko miêu tả năm 1991.